# Thala (chi ốc biển)
Thala là một chi ốc biển, là động vật thân mềm chân bụng sống ở biển trong họ Costellariidae.

## Các loài
Các loài trong chi Thala (động vật chân bụng) gồm có:
- Thala adamsi Rosenberg & Salisbury, 2003[2]
- Thala africana Rolàn & Fernandes, 1995[3]
- Thala angiostoma Pease, 1868[4]
- Thala aubryi Turner, Gori & Salisbury, 2007[5]
- Thala cernica (Sowerby II, 1874)[6]
- Thala decaryi (Dautzenberg, 1932)[7]
- Thala esperanza Leal & Moore, 1993[8]
- Thala exilis (Reeve, 1845)[9]
- Thala exquisita Garrett, 1872[10]
- Thala foveata (Sowerby II & Sowerby III, 1874)[11]
- Thala gloriae Rosenberg & Salisbury, 2003[12]
- Thala gorii Rosenberg & Salisbury, 2003[13]
- Thala gratiosa (Reeve, 1845)[14]
- Thala hilli Rosenberg & Salisbury, 2007[15]
- Thala illecebra (Melvill, 1927)[16]
- Thala jaculanda (Gould, 1860)[17]
- Thala jeancateae Sphon, 1969[18]
- Thala lillicoi Rosenberg & Salisbury, 2007[19]
- Thala maldivensis Turner, Gori & Salisbury, 2007[20]
- Thala malvacea Jousseaume, 1898[21]
- Thala manolae Turner, Gori & Salisbury, 2007[22]
- Thala maxmarrowi Cernohorsky, 1980[23]
- Thala mirifica (Reeve, 1845)[24]
- Thala ogasarawana Pilsbry, 1904[25]
- Thala recurva (Reeve, 1845)[26]
- Thala roseata (A. Adams, 1855)[27]
- Thala secalina (Gould, 1860)[28]
- Thala simulans (Martens, 1880)[29]
- Thala solitaria (C. B. Adams, 1852)[30]
- Thala todilla (Mighels, 1845)[31]
- Thala violacea Garrett, 1872[32]